# Зверопорт
«Зверопорт» (англ. Hareport) — мультсериал, созданный независимой французской компанией TeamTO при поддержке Национального центра кинематографии. Дистрибьютор — компания Cake Entertainment.
Впервые мультсериал был предложен в 2006 году на Cartoon Forum. Также он снимался компаниями Filmwerken и Vivi Film. Английский дубляж был сделан компанией Big Yellow Duck.
Главные герои сериала — Нед и Фред, два зайца, которые решают построить международный аэропорт в собственном саду после того, как обнаруживают, что все животные наконец-то могут летать.
В 2010 году «Зверопорт» был отобран для участия в Международном фестивале детского кино в Чикаго.

## Персонажи
- Нед (Ned) — ленивый, тусовочный и немотивированный брат Фреда. Он работает на стойке регистрации, но часто делает перерывы. Как и Фред, они оба разделяют любовь к Куки. Он также дремлет и любит всегда весело проводить время, чем всё время работать. Озвучен Гэри Маком (Gary Mack).
- Фред (Fred) — высокий, тощий заяц с рыжей шерстью. Он очень ответственный и является полной противоположностью своего брата Неда. Руководит аэропортом. Он и Нед часто ссорятся, но всегда понимают, насколько это их сближает. Озвучен Эриком Гутманом (Eric Gutman).
- Куки (Cookie) — розовая белка, очаровательная и красивая. Является оператором диспетчерской вышки и меняет свой голос на голос зрелой женщины через голосовой аппарат. Борис также является её приёмным братом. Куки — желание романтических мечтаний Неда и Фреда. Озвучена Кетер Донохью (Kether Donohue).
- Борис (Boris) — дружелюбный медведь, приёмный брат Куки (которого он очень защищает). Он работает продавцом в сувенирном магазине, где продаётся всё, что связано с аэропортом и его персоналом. Озвучен Майком Поллоком (Mike Pollock).
- Моппет (Moppet) — самый младший из сотрудников, проходит стажировку в аэропорту. Он очень быстр и очень ответственен для того, чтобы доказать, что он лучший работник из всего коллектива. Будучи молодым и наивным, он часто выполняет приказы Неда и Фреда (даже если они смешны). Он работает на различных работах в аэропорту, но в основном выступает в роли обработчика чемоданов путешественников. Озвучен Ребеккой Купкой (Rebecca Kupka).
- Хьюз (Hughes) — волк старческого возраста, самый старший сотрудник из всего персонала. У него плохое зрение и так далее. Он управляет залом ожидания аэропорта и подаёт различные напитки всем, кто подходит к стойке. Также даёт советы по урегулированию всех споров, которые часто встречаются на чьём-то пути, в которые он неожиданно вступает. Озвучен Гэри Маком (Gary Mack).
- Бабун (Baboon) — механик аэропорта, его часто можно увидеть чинящим всё, что сломано. Кроме того, он также пытается улучшить вещи, которые обычно оборачиваются к лучшему или к худшему, хотя обычно это заканчивается причинением кому-либо вреда. В течение короткого времени он был полноправным владельцем аэропорта. Озвучен Гэри Маком (Gary Mack).
- Сёстры Кроу (The Crow Sisters) — трио ворон, выстроившихся в разные размеры, их никогда не видно порознь и они всегда находятся вместе, сжавшись в плотную кучу. Являются уборщицами в аэропорту и часто убирают беспорядок, который устраивают Нед и Фред, с неприятным тоном. Озвучены Кетер Донохью (Kether Donohue) и Реной Стробер (Rena Strober).
- Бобры (The Beavers) — семья из пяти бобров. Глава семьи всё время пытается закрыть аэропорт, потому что терпеть не может зайцев. Он не любит весь этот шум. Жена соглашается с планами мужа или любит тусоваться в сувенирной лавке. У Бобров трое детей: один из которых худой, другой выглядит средненько, а младшего обычно встречают в аэропорту, потому что обычно он самый невинный из семьи бобров, а также друг Моппета. В течение короткого времени самый младший бобрёнок был стажёром.
- Путешественники (The Travelers) — кровь системы аэропортов, все они бывают разных форм и видов. Обычно они видны вокруг аэропорта в качестве фонового реквизита и часто появляются и исчезают на взлётно-посадочной полосе.

## Международные трансляции
| Страна         | Канал                      | Дата премьеры |
| -------------- | -------------------------- | ------------- |
| Бельгия        | Ketnet                     | 2009          |
| Франция        | TF1                        | 2010          |
| Новая Зеландия | Disney Channel (Австралия) | 2010          |
| Австралия      | Disney Channel (Австралия) | 2010          |
| Венгрия        | Minimax                    | 2010          |
| Россия         | Культура, Бибигон          | 2010          |
| Великобритания | POP                        | 2011          |
| Бразилия       | Gloob                      | 2012          |
| США            | Netflix                    | 2013          |
| Португалия     | Canal Panda и RTP2         | 2014          |
| Канада         | Toon-A-Vision              | 2018          |